# Асланова, Валентина Васильевна
Валентина Васильевна Асланова (род. 16 мая 1945, Тбилиси) — советская и российская актриса, драматург. Заслуженная артистка России (2000).

## Биография
Родилась в 1945 году Тбилиси, урождённая Валентина Нехорошева. Родители расстались когда ей было два месяца, воспитывалась тёткой Евгенией Никитичной, которая жила в доме на улице Плеханова. Мама и тётя работали на Тбилисской киностудии. Занималась в драмкружке Дворца пионеров.
В 1966 году окончила Школу-студию МХАТ (мастерская А. М. Карева).
Вначале работала в Москве в Театре им. А. С. Пушкина (1967—1969), затем в Театре им. Н. В. Гоголя (1969—1970).
В начале 1970-х снималась в кино, исполнив главные роли в фильмах «Севиль», «Счастья вам, девочки!», «Сердце… сердце…», «Ткачихи».

«Севиль» — монодрама, и её успех в большой степени зависит от исполнительницы главной роли. Сто пятьдесят актрис прошли пробы, а победительницей оказалась Валентина Асланова (В. Нехорошева). Театралы знают её как одну из ведущих актрис Московского театра имени А. С. Пушкина. Кроме драматического таланта, она обладает пластической выразительностью, необходимой для экрана.— журнал «Советский экран», 1970 год
Однако, несмотря на успех на экране в дальнейшем в кино практически не снималась.
С 1974 года — актриса Театра Российской армии.
Также выступает как поэт, прозаик и драматург. Автор пьес «Дамское танго» (1996, многократно ставилась театрами), «Пройти под радугой» (1997, впервые поставлена в том же году в Одесском русском драматическом театре), «Ждать?!» (2004, поставлена в Театре Сатиры), «Ступени» (2004, постановлена в Театре Российской армии) и других.

## Личная жизнь
Первый брак — с композитором Юрием Саульским, была второй женой, ради неё он развёлся с Валентиной Толкуновой. Брак был недолгим, лишь 4 года — в 1971—1975 годах.
Второй брак — с тележурналистом Леонидом Золотаревским.

## Награды и признание
- Звание Заслуженной артистки Азербайджанской ССР (1976).
- Звание Заслуженной артистки России (2000).

Награждена медалями «Ветеран труда» и «В память 850-летия Москвы»

## Фильмогафия
- 1966 — Восточный коридор — Женя
- 1970 — Севиль — Севиль — главная роль
- 1970 — Верхом на дельфине — Светлана
- 1971 — Необычный день — Ирина
- 1972 — Счастья вам, девочки! — Солмаз
- 1973 — Ткачихи — Малика — главная роль
- 1976 — Сердце… сердце… — Солмаз
- 1986 — Перехват — врач
- 1993 — Раскол — Розалия Плеханова